# Federaußentaster

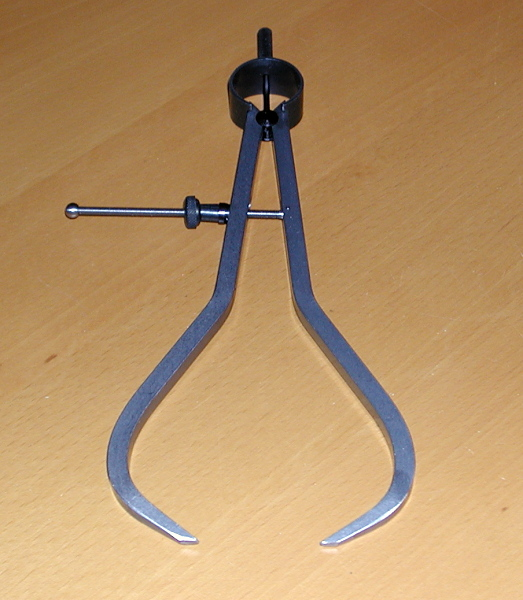
Federaußentaster

Ein Federaußentaster ist als Außentaster ein Prüfgerät der Metallbearbeitung aus Stahl. Er dient als Messwerkzeug von schwer zugänglichen Außendurchmessern und Wandstärken.
Federaußentaster werden ebenfalls in der Holzverarbeitung verwendet und dienen zur Überprüfung der Genauigkeit von beispielsweise gedrechselten Werkstücken.